# Jeandelaincourt

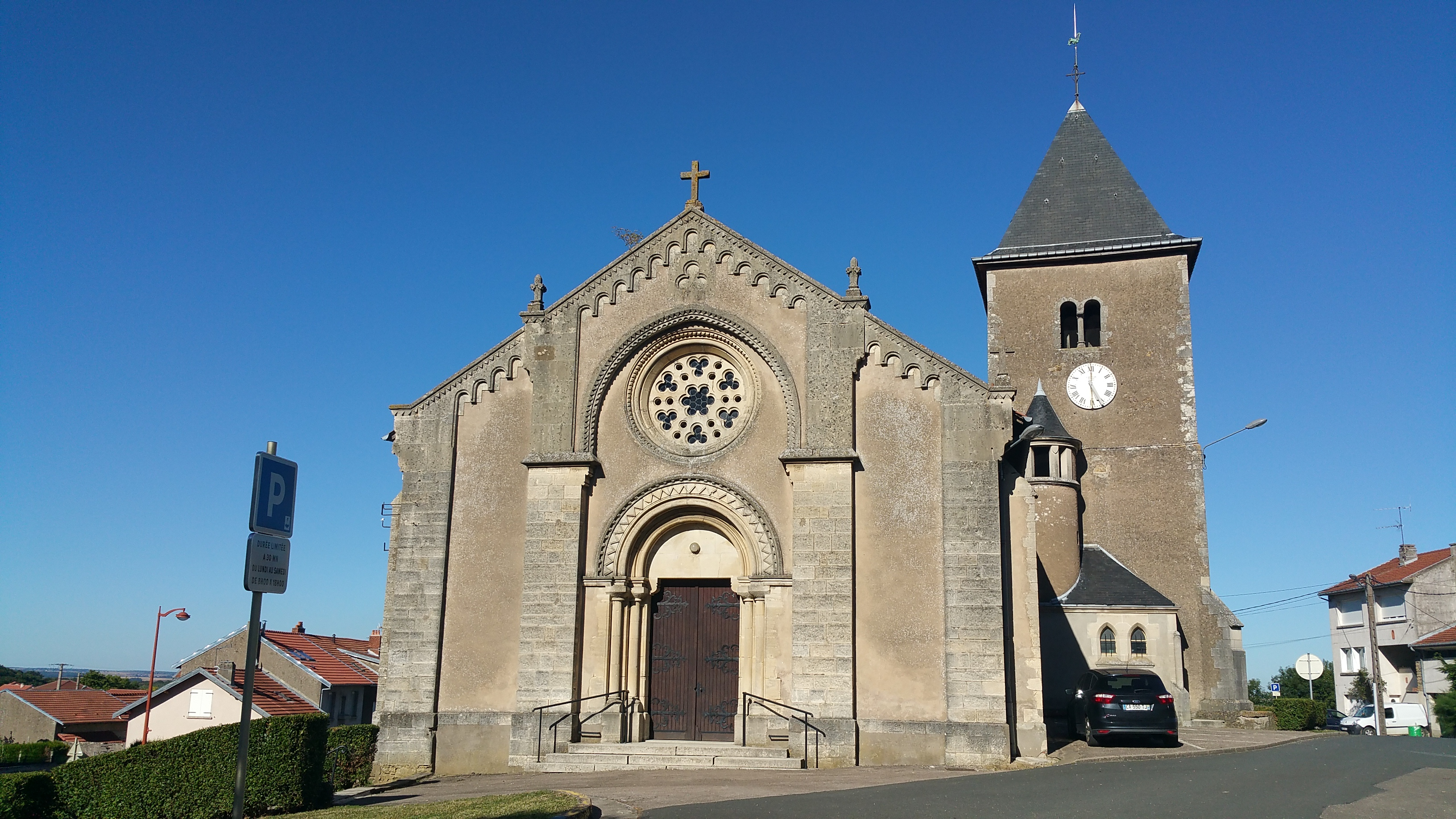
Kościół św. Łucji (2016)

Jeandelaincourt – miejscowość i gmina we Francji, w regionie Grand Est, w departamencie Meurthe i Mozela.
Według danych na rok 1990 gminę zamieszkiwało 668 osób, a gęstość zaludnienia wynosiła 149 osób/km² (wśród 2335 gmin Lotaryngii Jeandelaincourt plasuje się na 501. miejscu pod względem liczby ludności, natomiast pod względem powierzchni na miejscu 1056.).

## Populacja

Populacja Jeandelaincourt w latach 1962–2008